# Olympische Sommerspiele 2008/Kanu – Zweier-Canadier Slalom (Männer)
Die Wettkämpfe im Zweier-Canadier-Slalom bei den Olympischen Sommerspielen 2008 wurden vom 13. bis zum 15. August 2008 auf der Slalomstrecke im Olympischern Ruder- und Kanupark Shunyi ausgetragen.
Olympiasieger wurden die Titelverteidiger aus der Slowakei, Pavol Hochschorner und Peter Hochschorner.

## Ergebnisse
Nach den beiden Vorläufen wurden die Ergebnisse addiert und die zehn schnellsten Boote erreichten das Halbfinale. Dort gab es einen einzigen Lauf, der über den Einzug ins Finale entschied.
Der Halbfinallauf und der Finallauf wurden dann addiert, um so die endgültige Platzierung der Top sechs zu ermitteln.
| Rang | Kanuten                               | Nation             | Vorläufe   | Vorläufe   | Vorläufe   | Vorläufe | Halbfinale | Halbfinale | Finale   | Finale     |
| Rang | Kanuten                               | Nation             | Lauf 1 (s) | Lauf 2 (s) | Gesamt (s) | Rang     | Zeit (s)   | Rang       | Zeit (s) | Gesamt (s) |
| ---- | ------------------------------------- | ------------------ | ---------- | ---------- | ---------- | -------- | ---------- | ---------- | -------- | ---------- |
| 1    | Pavol Hochschorner Peter Hochschorner | Slowakei           | 93,69      | 93,04      | 186,73     | 1        | 94,88      | 2          | 95,94    | 190,82     |
| 2    | Jaroslav Volf Ondřej Štěpánek         | Tschechien         | 93,78      | 97,16      | 190,94     | 4        | 95,33      | 3          | 97,56    | 192,89     |
| 3    | Michail Kusnezow Dmitri Larionow      | Russland           | 98,43      | 97,65      | 196,08     | 6        | 98,57      | 4          | 98,80    | 197,37     |
| 4    | Cédric Forgit Martin Braud            | Frankreich         | 96,17      | 92,39      | 188,56     | 2        | 102,76     | 5          | 95,43    | 198,19     |
| 5    | Andrea Benetti Erik Masoero           | Italien            | 100,08     | 102,20     | 202,28     | 8        | 103,64     | 6          | 100,48   | 204,12     |
| 6    | Felix Michel Sebastian Piersig        | Deutschland        | 96,04      | 96,33      | 192,37     | 5        | 94,38      | 1          | 110,05   | 204,43     |
|      |                                       |                    |            |            |            |          |            |            |          |            |
| 7    | Mark Bellofiore Lachie Milne          | Australien         | 104,61     | 98,21      | 202,82     | 9        | 104,17     | 7          |          |            |
| 8    | Paweł Sarna Marcin Pochwała           | Polen              | 98,38      | 100,37     | 198,75     | 7        | 105,32     | 8          |          |            |
| 9    | Masatoshi Sanma Hiroyuki Nagao        | Japan              | 99,47      | 113,09     | 212,56     | 10       | 110,10     | 9          |          |            |
| 10   | Hu Minghai Shu Junrong                | China              | 97,30      | 93,34      | 190,64     | 3        | 164,08     | 10         |          |            |
|      |                                       |                    |            |            |            |          |            |            |          |            |
| 11   | Rick Powell Casey Eichfeld            | Vereinigte Staaten | 101,69     | 151,65     | 253,34     | 11       |            |            |          |            |
| 12   | Cyprian Ngidi Cameron McIntosh        | Südafrika          | 119,83     | 157,37     | 277,20     | 12       |            |            |          |            |